# Рамони, Шадрак
Шадрак Рамони (англ. Shadrack Ramoni; 5 мая 1988) — соломонский футболист, вратарь.

## Карьера

### Клубная
Вероятно, его дебют в официальных международных турнирах состоялся 2 ноября 2008 года в матче океанийской лиги чемпионов против фиджийского «Ба». Тогда Шадраку было 20 лет 5 месяцев и 28 дней. Рамони отыграл свой первый матч «на ноль». Однако его команда тоже не сумела забить гола. Итоговый счёт — 0:0.
Всего в основном составе «Колоале» в международных кубках Рамони отыграл не менее 18 матчей.

### Международная
Первый свой вызов в сборную Шадрак получил в 2011 году. Футболист был в составе своей сборной на Кубок наций ОФК 2012. Шадрак являлся вторым вратарём своей команды и выходил на поле в 2 матчах. Пропустил 4 гола. После завершения Кубка наций в сборную не вызывался. В общей сложности за сборную сыграл (не менее) 11 матчей.